# Acacia flavescens
Acacia flavescens är en ärtväxtart som beskrevs av George Bentham. Acacia flavescens ingår i släktet akacior, och familjen ärtväxter. Inga underarter finns listade i Catalogue of Life.